# Вербліня
Вербліня (пол. Werblinia, нім. Werblin) — село в Польщі, у гміні Пуцьк Пуцького повіту Поморського воєводства.
Населення — 565 осіб (2011).
У 1975-1998 роках село належало до Гданського воєводства.

## Демографія
Демографічна структура станом на 31 березня 2011 року:
|          | Загалом | Допрацездатний вік | Працездатний вік | Постпрацездатний вік |
| -------- | ------- | ------------------ | ---------------- | -------------------- |
| Чоловіки | 294     | 85                 | 188              | 21                   |
| Жінки    | 271     | 59                 | 173              | 39                   |
| Разом    | 565     | 144                | 361              | 60                   |